# Fahrudin Jusufi
Fahrudin Jusufi (in serbo Фахрудин Јусуфи?; Zli Potok, 8 dicembre 1939 – Amburgo, 9 agosto 2019) è stato un calciatore e allenatore di calcio jugoslavo, di ruolo difensore.

## Carriera

### Club
Durante la sua carriera ha vestito le maglie di Partizan Belgrado, Eintracht Francoforte, Germania Wiesbaden e Dornbirn.

### Nazionale
Con la Nazionale jugoslava Jusufi conta 55 presenze.

## Palmarès

### Giocatore

#### Club
- Campionato jugoslavo: 4

Partizan: 1960-1961, 1961-1962, 1962-1963, 1964-1965

#### Nazionale
- Oro olimpico: 1

Roma 1960